# みなと大橋
みなと大橋は、福岡市の那珂川に架かる全長約180mの桁橋。

## 構造
北緯33度36分10秒 東経130度23分50秒 / 北緯33.60278度 東経130.39722度座標: 北緯33度36分10秒 東経130度23分50秒 / 北緯33.60278度 東経130.39722度に位置し、福岡市博多区築港本町と同市中央区那の津3丁目とを結ぶ。
中央の福岡高速1号線（4車線）と側道（一方通行の1車線と歩道が組み合わさった橋が2本）の計3本の橋で構成され、それらの橋脚は一体化している。

## 周辺施設
- 築港出入口
- ベイサイドプレイス博多埠頭
- 博多ポートタワー
- 福岡競艇場
- 博多港
- 福岡国際センター
- 福岡国際会議場
- マリンメッセ福岡
- 那の津通り